# Eric Bogosian
Eric Bogosian (Woburn, 24 aprile 1953) è un attore, drammaturgo, scrittore e monologhista statunitense.

## Biografia
Nato a Woburn, nel Massachusetts, da una famiglia di origini armene, dopo essersi laureato all'Oberlin College, si trasferì a New York per intraprendere una carriera teatrale. Da attore, Bogosian ha uno stile che lo contraddistingue tra gli altri. I suoi show in cui egli è l'unico interlocutore sono una commistione minimalista di commedia nera, commenti geopolitici e realismo sociale. Quando recita sul palco, Bogosian di solito interpreta svariati personaggi ma non usa costumi particolari né sfondi: solo una sedia come oggetto dove siederà ed un microfono.
Tra le sue apparizioni in video si ricorda il ruolo di protagonista maschile nel videoclip del 1983 per il brano That's Love di Jim Capaldi. Alcune delle sue commedie sono state messe in scena a Broadway. Fra i suoi spettacoli di successo si segnala anche Talk Radio, diventato poi un film di Oliver Stone con Bogosian nei panni del protagonista. Bogosian ha fatto parte del cast di Law & Order: Criminal Intent nel ruolo del capitano Daniel Ross, ruolo che precedentemente era di Jamey Sheridan. Precedentemente ha partecipato anche a due episodi della terza stagione della serie madre Law & Order - I due volti della giustizia, interpretando un avvocato difensore. 

## Filmografia

### Attore

#### Cinema
- Special Effects, regia di Larry Cohen (1984)
- Talk Radio, regia di Oliver Stone (1988)
- L'ultima eclissi (Dolores Claiborne), regia di Taylor Hackford (1995)
- Trappola sulle Montagne Rocciose (Under Siege 2: Dark Territory), regia di Geoff Murphy (1995)
- Il colore del fuoco (The Substance of Fire), regia di Daniel J. Sullivan (1996)
- Office Killer - L'impiegata modello (Office Killer), regia di Cindy Sherman (1997)
- Harry a pezzi (Deconstructing Harry), regia di Woody Allen (1997)
- Gossip, regia di Davis Guggenheim (2000)
- Wake Up and Smell the Coffee, regia di Michael Rauch (2001)
- Igby Goes Down, regia di Burr Steers (2002)
- Ararat - Il monte dell'Arca (Ararat), regia di Atom Egoyan (2002)
- Charlie's Angels - Più che mai (Charlie's Angels: Full Throttle), regia di McG (2003)
- Wonderland - Massacro a Hollywood (Wonderland), regia di James Cox (2003)
- Blade: Trinity, regia di David S. Goyer (2004)
- Cadillac Records, regia di Darnell Martin (2008)
- Listen Up Philip, regia di Alex Ross Perry (2014)
- Rebel in the Rye, regia di Danny Strong (2017)
- Diamanti grezzi (Uncut Gems), regia di Josh e Benny Safdie (2019)

#### Televisione
- Miami Vice – serie TV, episodio 1x13 (1985)
- Un salto nel buio (Tales from the Darkside) – serie TV, episodio 1x17 (1985)
- Ai confini della realtà (The Twilight Zone) – serie TV, episodio 1x06 (1985)
- Crime Story – serie TV, 2 episodi (1986)
- The Caine Mutiny Court-Martial, regia di Robert Altman – film TV (1988)
- Law & Order - I due volti della giustizia (Law & Order) – serie TV, 2 episodi (1992-1993)
- The Larry Sanders Show – serie TV, episodio 2x10 (1993)
- La guerra dei bugiardi (A Bright Shining Lie), regia di Terry George – film TV (1998)
- Squadra emergenza (Third Watch) – serie TV, episodio 2x17 (2001)
- Blonde, regia di Joyce Chopra – miniserie TV (2001)
- Scrubs - Medici ai primi ferri (Scrubs) – serie TV, episodio 2x15 (2003)
- Law & Order: Criminal Intent – serie TV, 61 episodi (2006-2010)
- The Good Wife – serie TV, 3 episodi (2014)
- Elementary – serie TV, episodio 3x20 (2015)
- The Get Down – serie TV, 7 episodi (2016-2017)
- Billions – serie TV, 11 episodi (2017-2021)
- Instinct – serie TV, episodio 2x06 (2019)
- Succession – serie TV, 7 episodi (2018-2019)
- Interview with the Vampire – serie TV, 8 episodi (2022)

### Sceneggiatore
- Talk Radio, regia di Oliver Stone (1988)
- SubUrbia, regia di Richard Linklater (1996)
- Wake Up and Smell the Coffee, regia di Michael Rauch (2001)

## Teatro

### Autore
- Fun House (1983)
- Drinking in America (1986)
- Talk Radio (1987)
- Sex, Drugs, Rock & Roll (1990)
- Piantando chiodi nel pavimento con la fronte (Pounding Nails in the Floor, 1994)
- Suburbia (1994)
- Bitter Sauce (1998)
- Wake Up and Smell the Coffee (2000)
- subUrbia (2006)

## Doppiatori italiani
Nelle versioni in italiano delle opere in cui ha recitato, Eric Bogosian è stato doppiato da:
- Roberto Chevalier in Talk Radio, Gossip
- Massimo Corvo in The Good Wife, Elementary
- Pasquale Anselmo in Diamanti grezzi, Reptile
- Ivo De Palma in Ai confini della realtà
- Paolo Marchese in Law & Order - I due volti della giustizia
- Francesco Vairano ne L'ultima eclissi
- Francesco Pannofino in Trappola sulle Montagne Rocciose
- Edoardo Siravo in Harry a pezzi
- Stefano Benassi in La guerra dei bugiardi
- Vladimiro Conti in Scrubs - Medici ai primi ferri
- Riccardo Lombardo in Law & Order: Criminal Intent
- Massimo Lodolo in Ararat - Il monte dell'Arca
- Roberto Draghetti in Wonderland
- Paolo Maria Scalondro in Billions
- Stefano Mondini in Rebel in the Rye
- Renato Cecchetto in Succession
- Achille D'Aniello in Crime Story - Le strade della violenza (ridoppiaggio)